# Mario Bellini
Pour les articles homonymes, voir Bellini.
Mario Bellini, né le 1er février 1935 à Milan, est un architecte et designer italien.

## Biographie
Mario Bellini étudie l’architecture à l’École polytechnique de Milan dont il sort diplômé en 1959. Au cours de ses études, il a eu comme professeurs les architectes italiens Ernesto Nathan Rogers, Piero Portaluppi et Gio Ponti.
Il fonde son studio dans les années 1960 et commence sa carrière dans le champ du design industriel. Entre 1961 à 1963, il assume la fonction de directeur du département design de La Rinascente, chaîne de grands magasins qui a beaucoup contribué à la promotion du design industriel d’après-guerre. Il est depuis 1963 conseiller en design chez Olivetti, pour qui il crée en 1965 le P101, premier ordinateur personnel de l'Histoire, la calculette Divisumma 18/28 en 1973 et les machines à écrire Praxis 35 et 45 en 1981.
Il préside l’ADI (Associazione per il Designo Industriale) de 1969 à 1971, et expose son environnement mobile Kar-a-Sutra à l’exposition Italy : the New Domestic Landscape organisé par le Museum of Modern Art en 1972. Cette création lui vaudra d’être engagé comme consultant chez Renault en 1978 pour le design de la marque.
À partir de 1980 il se consacre principalement à l'architecture, et réalise entre autres le quartier Portello de la Fiera Milano, le Centre International Expositions et Congrès de la Villa Erba à Cernobbio, le Tokyo Design Center au Japon, l'America Headquarters de Natuzzi aux États-Unis, la National Gallery of Victoria à Melbourne, les Headquarters de la Deutsche Bank à Frankfort, le Musée de la ville de Bologne, le pavillon pour le Département des Arts de l'Islam au Musée du Louvre à Paris, le nouveau Centre Congrès de Milan, la rénovation du Terminal 3 de l'aéroport de Rome Fiumicino.
Mario Bellini est membre du conseil scientifique de la section design de la Triennale de Milan de 1979 à 2019. Il est professeur de design à l’Institut supérieur du design industriel de Venise de 1962 à 1965, avant d’enseigner le design industriel à la Hochschule fur Angewandte Kunst de Vienne en 1982 et 1983, et à l’Académie Domus de Milan de 1986 à 1991. Il est aussi rédacteur en chef de la revue Domus de 1986 à 1991.
Il a participé comme enseignant à de nombreux séminaires et conférences à travers le monde. Passionné d'art, collectionneur, il a réalisé de nombreuses expositions d'art. Il a également fait l'objet de plusieurs rétrospectives personnelles.

## Distinctions
Mario Bellini obtient le Compasso d'Oro huit fois. Il reçoit de nombreux prix internationaux, parmi lesquels la médaille d'or pour la diffusion du design et de l'architecture dans le monde (2004) décernée par le Président de la République Italienne Carlo Azeglio Ciampi, et la médaille d'or du Mérite Civique de la Mairie de Milan (Ambrigino d'Oro, 2011). En 2019, il reçoit la médaille de la Chambre des députés de la République Italienne, et le Prix spécial pour la carrière du Salone del Mobile.

## Design
Il commence son activité de designer en 1963 comme consultant en design industriel chez Olivetti, puis pour d'autres entreprises italiennes et internationales (B&B Italia (it), Cassina, Heller, Flou, Yamaha, Renault, Rosenthal, Tecno, Riva 1920, Vitra, Kartell, Flos, Artemide, Horm, etc.)
Vingt-cinq de ses œuvres font partie de la collection permanente du Museum of Modern Art de New York, qui lui a dédié une rétrospective personnelle en 1987.
Parmi ses réalisations principales :
- 1965 : Olivetti Programma 101, premier Personal Computer de l'Histoire
- 1972 : Kar-a-sutra, concept précurseur du véhicule monospace, réalisé avec Cassina à l'occasion de Italy: the New Domestic Landscape au MoMa de New York
- 1987 : Olivetti ETP 55, machine à écrire électronique

## Architecture

### Les projets japonais
En 1975, Mario Bellini dessine pour la compagnie Japonaise Yamaha le casque audio HP1, véritable révolution pour son époque. À la suite de cette collaboration, il est approché en tant que designer par de nombreuses entreprises japonaises (Fujifilm, Cherry Terrace, Murai Optical, Nippon Telegraph and Telephone Corporation, Secom, Yamagiwa Art Foundation, Zojirushi Corporation). Dès les années 1980, cette reconnaissance dans le monde du Design industriel Japonais lui ouvre les portes vers une décennie prolifique de projets d’Architecture: Le Yokohama Business Park (1987-1991), le Tokyo Design Center (1988-1992), le Risonare Vivre Club Complex à Kobuchizawa (1989-1992), le Showroom Cassina Japan à Tokyo (1989-1990), les Headquarters per Arsoa Co. Cosmetics à Kobuchizawa (1996-1998).

### Les musées
En 1996, Mario Bellini remporte le concours pour la restructuration et l’agrandissement de la National Gallery of Victoria de Melbourne, bâtiment historique notable de la ville. Bellini approche le projet avec une méthodologie qu’il emploiera dans ses futurs projets: conserver la nature architecturale de la “boîte” historique, tout en révolutionnant complètement l’intérieur.
En 2003, il remporte le concours pour la création du Musée de la Ville de Bologne, alors Palazzo Pepoli. Une tour de verre, contenant les circulations verticales, est insérée dans la cour de l’édifice médiéval et devient le cœur du musée. Il réalise également la scénographie permanente du musée sur l'Histoire de la ville.
En 2005, Mario Bellini remporte avec Rudy Ricciotti le concours International per la réalisation du nouveau pavillon pour le Département des Arts de l'Islam, première grande intervention architecturale à l’intérieur du Musée du Louvre après la pyramide de Ieoh Ming Pei en 1989. La nouvelle galerie de 3000m² consiste en un espace en niveau -1 et un espace au niveau de la cour, couvert d’un toit “nuage”, une couverture dorée ondulée qui semble flotter à l’intérieur de la néoclassique cour Visconti. Le nouveau pavillon est inauguré en 2012.
Deux projets de musée importants en attente de construction:
Grande Brera, concours International remporté en 2009, pour l’agrandissement de la Pinacothèque de Brera à Milan.
Antiquarium Museo del Foro Romano, agrandissement et aménagement du Musée du Forum de Rome, à l’intérieur de l’ancien couvent de Santa Francesca Romana.

### Les espaces d’exposition
En 1986, il se voit confier le projet pour la réalisation d’un Centre International Expositions et Congrès dans les jardins de la Villa Erba à Cernobbio (province de Côme). Une architecture aux formes arrondies voit le jour, faite de verre, de ciment et d’acier, pensée dans le but de préserver les arbres séculaires du parc.
Le complexe de 14 000 m2 est formé d’un pavillon central de forme circulaire, libre de structure portante et vitré, duquel se déploient trois ailes dotées d’un système de parois modulables qui permettent un maximum de flexibilité dans l’usage de l’espace.
En 1987, il signe un premier pavillon pour la nouvelle Foire de Milan "Fiera Milano" (quartier Portello). Le bâtiment, long de 900 mètres, se compose d’un ensemble de corps alignés, et d’un front avec un tympan monumental.  En 2012, Mario Bellini est chargé d’une intervention d’envergure pour la mise en valeur de la façade sud, vers le tout récent complexe de gratte-ciel City Life. Une nouvelle entrée et  de nouveaux espaces de congrès sont créés, surmontés de la grande structure de la “comète”. Le Centre Congrès Fondation Fiera Milano “Mico” devient ainsi le centre de congrès le plus grand d’Europe.
En 1997, il remporte le concours pour l’extension de la Foire de Essen, et dessine un large pavillon de 104 000 m2.

### Bureaux et corporate
En 1996, Pasquale Natuzzi, CEO de Natuzzi Americas Inc l’invite à dessiner le nouveau siège Natuzzi à High Point. La forme de la parcelle, un triangle déjà partiellement construit, qui inspire la forme du projet: “la fière proue d’un bateau”.
En 2005, Mario Bellini est appelé pour le projet de requalification de l’ancien Foro Boario à Vérone pour la société Verona Forum S.p.A. Positionné de dos à la Porte Ouest de la Foire de Vérone, le projet se compose d’un socle qui abrite un ensemble de services (fitness, bar…) surmontée de deux tours de plus de 45 mètres de hauteur, l’une hôtelière et l’autre de bureaux. Elle est considérée à l’avant-garde sur les solutions technologiques adoptées, parmi lesquelles l’utilisation artistique du métal déployé, que l’on retrouvera dans d’autres de ses projets.
En 2006, il remporte le concours pour la rénovation du siège de la Deutsche Bank à Frankfort. Le complexe, composé de deux tours, est intégralement réaménagé pour répondre aux nouvelles normes incendie. Les façades sont remplacées afin d’optimiser les économies d’énergie. Le projet obtient la certification LEED Platimium. Les bureaux sont repensés en fonction des typologies contemporaines  du “Hot Desking”, et les espaces de représentation sont totalement rénovés.
La même année, il entame un projet pour un complexe multi fonctions sur la colline des Erzelli à Gênes, le “projet Leonardo”, un parc scientifique et technologique à l’intérieur duquel il dessine des bâtiments de bureau et la nouvelle École Polytechnique pour l’université de Gênes.
En 2014, il remporte le concours pour la rénovation de la façade et des espaces extérieurs et intérieurs du Terminal 3 de l’Aéroport Rome Fiumicino, historiquement premier terminal de l’aéroport progetté par Riccardo Morandi.
En 2019, il livre le projet de la Generali Group Academy à Trieste, dans le contexte historique du front de mer. Le Palazzo Berlam, “Gratte-ciel rouge de Trieste”, construit en 1928, et inspiré des nouveaux gratte-ciels New-Yorkais en briques rouges, est reconnu comme le étant le premier vrai “gratte-ciel” construit à Trieste. Il est totalement réaménagé pour accueillir les bureaux du groupe Generali.

## Edition
De 1986 à 1991 Mario Bellini a été directeur de Domus, revue mensuelle internationale d'architecture, art et design.